# 羅馬七丘

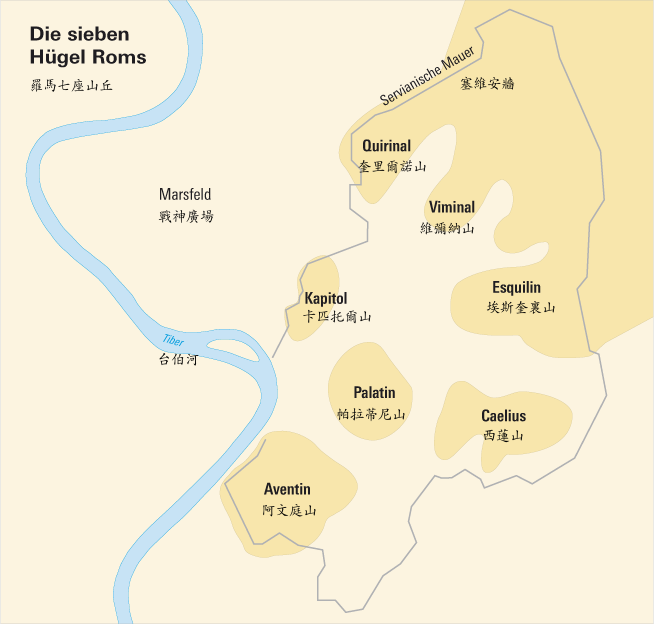
羅馬七座山丘

羅馬七丘（拉丁語：Septem colles/montes Romae）是羅馬建城之初的重要宗教與政治中心，位於羅馬心臟地帶的台伯河東岸，羅馬也因此別稱「七丘之城」。當時的七座山丘分別名為凱馬路斯（Cermalus）、契斯庇烏斯（Cispius）、法古塔爾（Fagutal）、奧庇烏斯（Oppius）、帕拉蒂尼（Palatium）、蘇古沙（Sucusa）和威利亞（Velia）。傳說中羅馬城最初是由羅慕路斯（Romulus）於帕拉提诺山（Collis Palatinus）上興建。而現在其餘六座山則與古代的稱呼有所不同，分別為阿文提诺山（Collis Aventinus）、卡比托利欧山（Capitolinus）、奎利那雷山（Quirinalis）、维米那勒山（Viminalis）、埃斯奎利诺山（Esquilinus）與西里欧山（Caelius）。
在最初時，這七座山丘分別為不同的人群所佔有，且並沒有組合成「羅馬城」的念頭。而在其後，這七座山丘的居民開始共同參與一系列的宗教活動，並且逐漸組合起來。羅馬城就這樣逐漸成形，而居民們則將山丘間的沼澤地清理，並且在該處興建市場與法庭。
現今普世知名的梵蒂岡城國所在的梵蒂岡山（由拉丁文Collis Vaticanus一詞轉化而來）位處台伯河西北岸，因此並不是七座山丘之一。與此相似，賓西亞丘陵（Pincio，由拉丁文Mons Pincius一詞轉化而來）位處台伯河北岸、雅尼庫倫山（Gianicolo，由拉丁文Ianiculum一詞轉化而來）位處台伯河西岸，因此傳統上皆不被認為是七座山丘之一。
現代羅馬城的七座山丘裡，其中五座（阿文庭山、西蓮山、埃斯奎裏山、奎里爾諾山、維彌納山）有著紀念碑、建築物與公園；卡匹托爾山則為羅馬市政中心；而帕拉蒂尼山則是考古地區。

## 聖經中的罗马七丘
對於羅馬七座山丘的最知名的介紹是《聖經·啟示錄》裡的預言。啟示錄第17章寫著有「一個女人騎在朱紅色的獸上，那獸有七頭十角、遍體有褻瀆的名號」，而天使則對傳福音者聖約翰說：
智慧的心在此可以思想，那七頭就是女人所坐的七座山。
又是七位王，五位已經傾倒了、一位還在、一位還沒有來到。他來的時候、必須暫時存留。 （Revelation 17:9-10）
天使再補充說：
你所看見的那女人、就是管轄地上眾王的大城。（Revelation 17:18）
在聖經詮釋學領域裡，聖經學者對於聖經這段經文所指的是哪處城市與哪位國王有著很大的爭議。新教徒長期以來皆認為啟示錄第17章所指的是教宗與羅馬天主教會，那個座位即是羅馬主教（教宗首個職銜）的主教座；部份教宗的財產位於拉特朗大殿，其位於羅馬七座山丘的其中一座之上，即西蓮山。然而根據《拉特朗條約》，該處是位於義大利境內，而非教宗領地，因此，教宗實際控有的領地梵蒂岡並不與羅馬七座山丘相連。在啟示錄完書時期，早期的基督徒，包括羅馬主教所引導的信徒，皆受到羅馬帝國的逼害，而羅馬城在歷史上正是被稱為「七座山丘所在的城市」。某程度上，這可以解釋為七位「凱薩」（凱薩在此處解為皇帝），包括尼祿這位凱薩。在命理學裡，尼祿的名字相加起來即是數字「666」，再度暗指著羅馬城。
在今天，天主教護教者認為聖城耶路撒冷亦是有著七座山丘。但耶路撒冷的七座山丘皆是同一座山，即橄欖山的山峰，因此可以被當為一座山。而且耶路撒冷並不符合預言書上的其他條件，即有著「統治地球上其他國王的皇帝」；而符合各項條件的，只有羅馬城。

## 參看資料
- 建於七座山丘上的城市（英语：List of cities claimed to be built on seven hills）
- Historicism.com （页面存档备份，存于），其有著傳統新教徒對於聖經預言書裡對羅馬城描述的解釋。
- Musesrealm.net羅馬七座山丘的地圖

## 資料來源
Template:羅馬地標